# 頂寮城隍廟
24°38′30″N 121°50′02″E / 24.641694°N 121.833988°E
頂寮城隍廟，是位於臺灣宜蘭縣蘇澳鎮頂寮里的城隍廟，以信徒祈禱神明來管教子女的民俗著名。

## 沿革

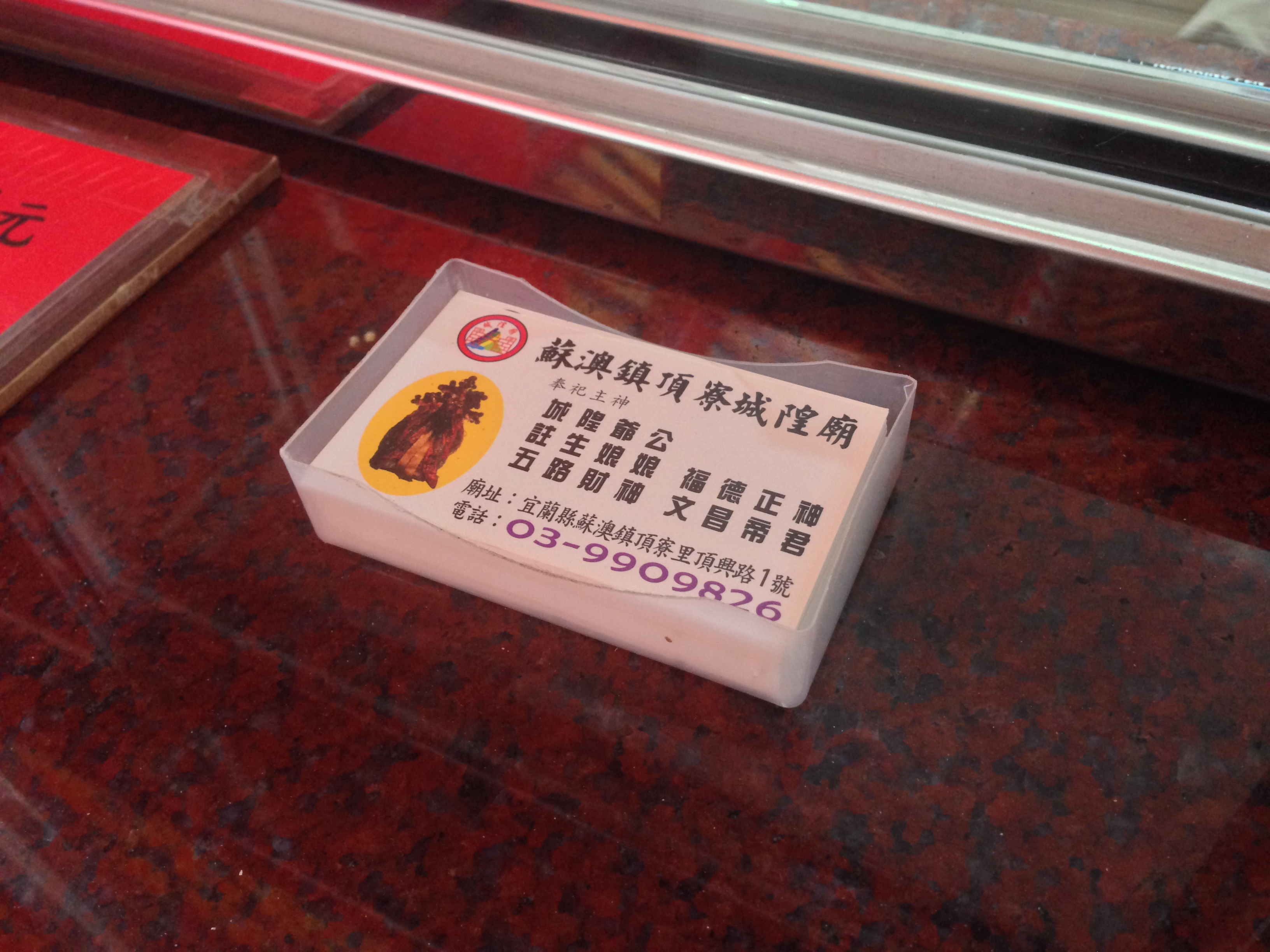
名片

早年，北部濱海公路蘇澳段土地貧瘠荒蕪，靠海邊的無尾港區域，包括遷建前的頂寮及大坑罟、港口、存仁山海關等廟宇供奉的無主遺骸，除了多為猴猴族，還不乏明末清初搭船來台灣後死亡的軍人、海邊無名屍等。
1983年，頂寮里居民因利澤工業區開發，從海邊遷村往台二線以西。此時，信眾將相距500、600公尺，位於聚落南方、靠近新城溪出海口的南頂寮有應公廟，以及位於聚落北方、近公墓邊的北頂寮有應媽廟一齊遷走，合祀於新廟，並升為城隍廟。有應公廟原先有一座神尊，有應媽廟原先有三座神尊，分別尊稱為「城隍爺公」、「城隍爺嬤」。因合祀的祂們非夫妻，擲筊由三位城隍爺嬤坐在最下一階，城隍爺公坐在其後方高一階。

## 祭祀

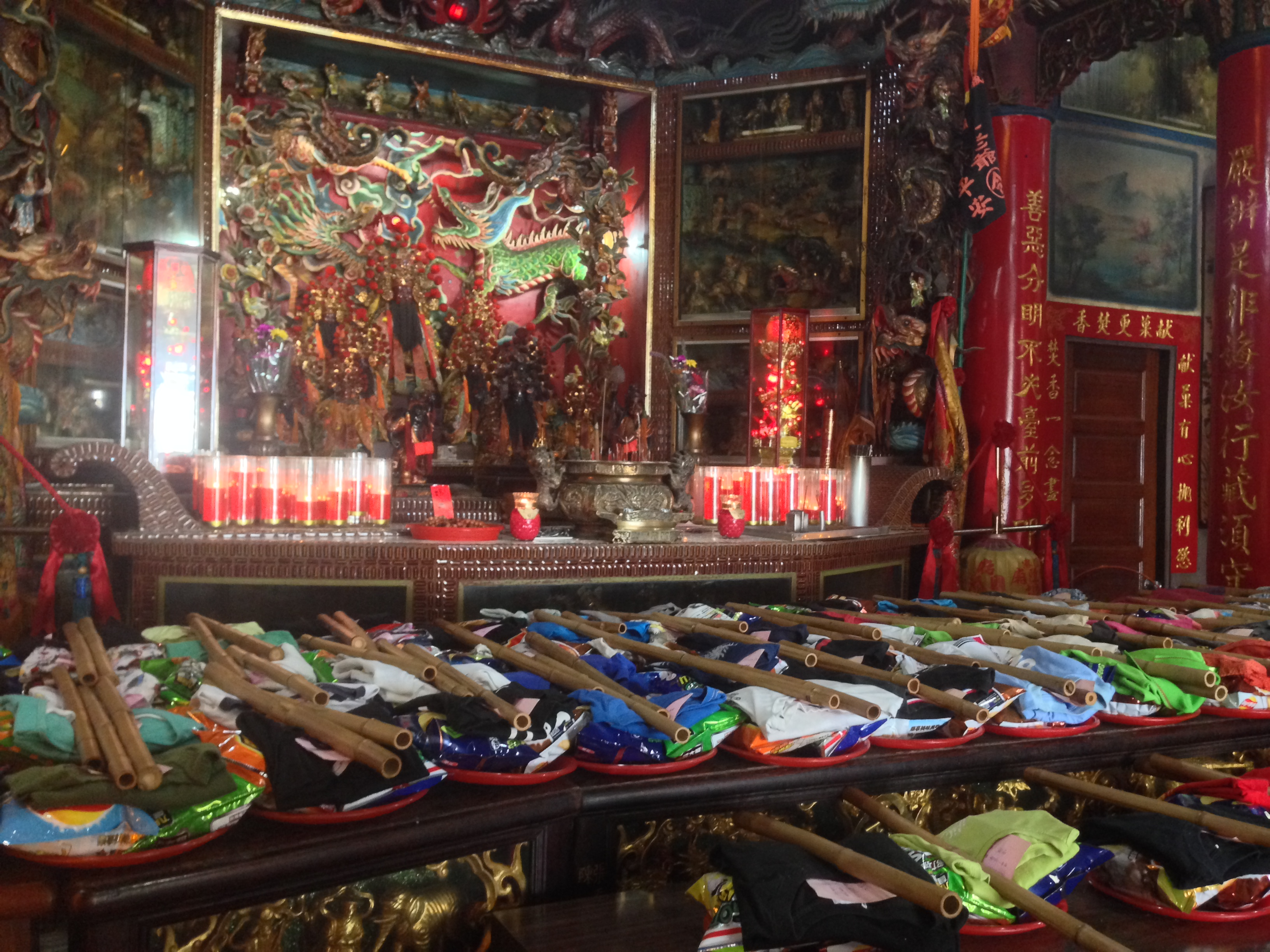
小孩衣服、零食、竹棍等

以農曆二月初八為城隍爺誕辰。也設有鎮殿城隍爺、文武官，兩旁也旁祀註生娘娘與土地公。2003年慶祝遷村重建廿周年暨城隍爺千秋誕辰活動，基隆、彰化、雲林、南投、花蓮、屏東等七縣市的城隍廟組團參加慶典與繞境，其中東港東福殿城隍廟 城隍尊神、廿四司神將，首次在宜蘭縣出軍，沿途吸引不少信徒焚香參拜。
此廟以信徒祈禱神明來管教子女的民俗著名。祭拜方式是家長必須準備一件孩子衣服，帶兩包餅乾到此廟，擲筊請示城隍爺是否願意管教小孩、要祭拜幾日。擲筊成功後，就可留下衣服、餅乾，廟方會準備給城隍爺管教的竹竿。此習俗，不收任何費用，由信眾隨喜捐獻香油錢。
此習俗起因是2007年一位從頂寮里嫁到冬山鄉的婦女，請求廟方讓她放置孩子的衣服，以及棍子，說是王母娘娘指示可以請娘家附近的城隍爺「管教」小孩。廟方讓她祭拜足夠天數，以將衣服、棍子取走。後來陸續就有其他信眾聞訊效法。
廟方透露，這些城隍爺公答應管教的人們中，有念幼稚園的幼童，也已有四旬的子女。廟方也統計2014年為例，就有一千一百多人來作管教子女的儀式，粗估八年下累積逾八千人次。
2015年1月9日，廟方舉行文昌帝君、五路財神入殿法會時，育英國小師生攜帶芹菜、蔥蒜前來祭拜。